# Juan Martín de Goicoechea

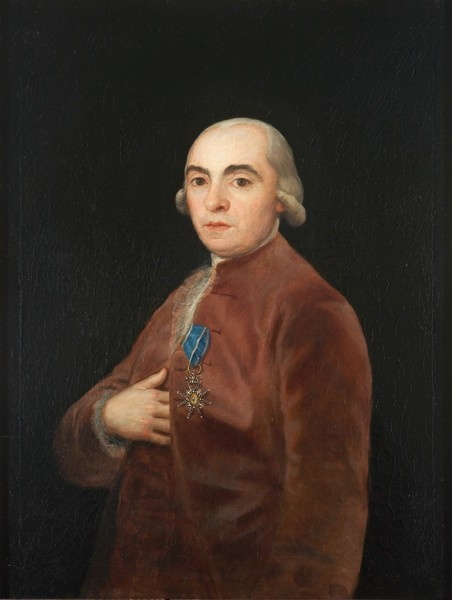
Francisco de Goya, Juan Martín de Goicoechea y Galarza, 1790. Zaragoza, Museo de Zaragoza

Juan Martín de Goicoechea y Galarza (Bacáicoa, Navarra, 2 de noviembre de 1732-Zaragoza, 3 de abril de 1806), terrateniente, comerciante al por mayor, hombre de negocios y fabricante español, fundó en Zaragoza en 1772 una fábrica de hilados transformada luego en molino de aceite. De ideología ilustrada y con mentalidad burguesa, contribuyó a la fundación de la Real Sociedad Económica Aragonesa de Amigos del País, en la que desarrolló una labor de mecenazgo artístico manteniendo dentro de ella y a su costa una Escuela de Dibujo, precedente de la Real Academia de Bellas Artes de San Luis creada en 1792.

## Biografía
Muy niño fue enviado a Zaragoza, a casa de su tío Lucas de Goicoechea, infanzón y mercader, que le enseñó el oficio y se ocupó de que completase su formación enviándole a estudiar comercio en Lyon, centro de la industria sedera europea. Casado en 1762 con su prima hermana, María Manuela Goicoechea y Latasa, la muerte prematura del hermano de María Manuela, en 1768, puso en sus manos la herencia y propiedades agrarias de su tío, que él amplió con nuevas adquisiciones de tierras en Zaragoza y Villamayor de Gállego, explotándolas en régimen de monocultivo olivarero de la variedad empeltre.

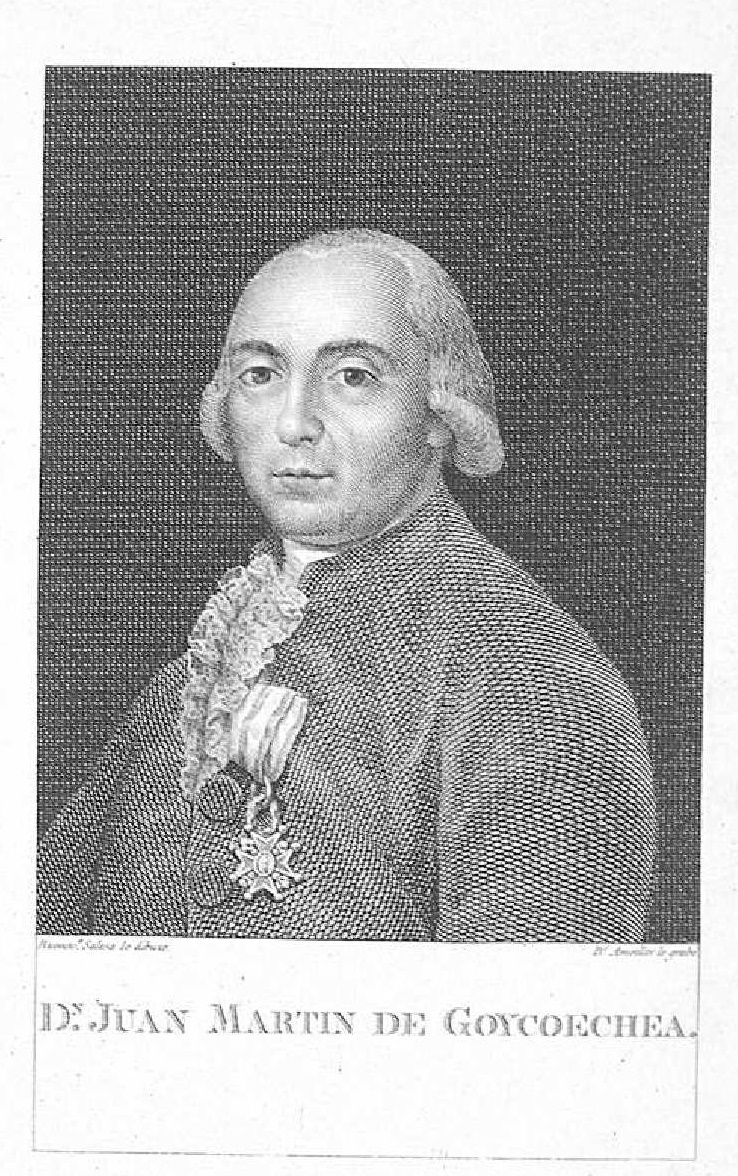
Juan Martín de Goicoechea, grabado en talla dulce de Blas Ametller por dibujo de Buenaventura Salesa. Biblioteca Nacional de España. Copia, presumiblemente, del retrato que la Real Sociedad Aragonesa de Amigos del País encargó en 1787 a Juan Andrés Merklein, con una inscripción que decía «Al señor Juan Martín de Goycoechea. Caballero de la Real y Distinguida Orden Española de Carlos III por haber erigido y conservado a sus expensas esta escuela de Dibujo a Beneficio de la Patria, la Real Sociedad Aragonesa ofrece esta muestra de su agradecimiento».

En 1772 puso en marcha en Zaragoza una industria de hilado de seda; pero, rápidamente fracasada, entre 1785 y 1789 construyó en lo que había sido el hilador un molino de aceite con seis prensas y veintidós operarios que hizo venir de Provenza. En el comercio al por mayor, fue el gran almacenista en Zaragoza de trigo, vino y aceite, e intervino en operaciones tanto de exportación de excedentes agrarios como de importación de trigo de Sicilia, en particular en los años 1789 y 1794, en los que la carestía de la harina hacía temer se extendiese la hambruna. Apoyó financieramente la reconstrucción y ampliación de la acequia de Camarera, cuyas aguas regaban sus tierras en Villamayor. Participó también en proyectos mineros dentro de la Compañía de Minas del Pirineo Aragonés y como protector del beneficio y fundición de las minas y fábricas de cristales de Gistaín y San Juan de Plan. Fue, además, tesorero del Canal Imperial de Aragón, apoderado del Banco de San Carlos en Zaragoza y representante de la Compañía Guipuzcoana de Caracas. Dentro de la Real Sociedad Económica Aragonesa de Amigos del País, en la que mantuvo como vicepresidente perpetuo la Escuela de Dibujo, fue curador de la Escuela de Matemáticas de 1779 a 1793 y segundo director desde ese año y hasta su muerte.
Amigo y protector de Goya, que lo retrató en 1790, poseyó varios cuadros del pintor con el que aparece relacionado ya en 1767, cuando le encargó un San Cristóbal, ahora en colección privada barcelonesa. Otras obras de Goya en su colección —todas, excepto su retrato, de asunto religioso y de la primera época del pintor— incluyen la Aparición de la Virgen del Pilar a Santiago y La triple generación (la Trinidad con la Sagrada Familia, san Joaquín y santa Ana), ambas de hacia 1768 y en colecciones particulares, El bautismo de Jesús en el Jordán, pintado hacia 1775 (Madrid, colección Ogaz), y el boceto para el fresco de la Adoración del nombre de Dios del coreto de la Basílica de Nuestra Señora del Pilar presentado para su aprobación por la Junta de Fábrica del cabildo en 1772 (Zaragoza, Colección Ibercaja, Museo Camón Aznar).